# Navegação astronômica
Navegação astronómica é parte de um ramo das ciências astronómicas usada para fins de orientação e cuja missão é, fazendo uso de tábuas logarítmicas, anular os movimentos de translação e rotação do planeta Terra a fim de congelar os aparentes, relativos ao Sol, a Lua e  estrelas durante os 365 dias do ano, o sistema oferece ao navegador para cada momento da observação a posição exacta das estrelas como se estivessem sempre fixas no céu. Esse conhecimento, feito com a comprovação da altura das estrelas em relação ao horizonte, permite ao navegador corrigir a sua posição estimada.